# Elena Sokolova (pattinatrice)
Elena Sergeevna Sokolova (in russo Елена Сергеевна Соколова?; Mosca, 15 febbraio 1980) è un'ex pattinatrice artistica su ghiaccio russa. Ha vinto l’argento al Campionato mondiale nel 2003, due argenti (nel 2003 e nel 2006) e un bronzo (nel 2004) al Campionato europeo, un argento Campionato mondiale junior nel 1997 e l’oro alle Universiadi nel 1999. Ha vinto tre volte il Campionato nazionale russo e in altre tre occasioni è salita sul podio.

## Palmarès
GP: Champions Series / Grand Prix
| Internazionali            | Internazionali | Internazionali | Internazionali | Internazionali | Internazionali | Internazionali | Internazionali | Internazionali | Internazionali | Internazionali | Internazionali | Internazionali |
| Evento                    | 1995–96        | 1996–97        | 1997–98        | 1998–99        | 1999–00        | 2000–01        | 2001–02        | 2002–03        | 2003–04        | 2004–05        | 2005–06        | 2006–07        |
| ------------------------- | -------------- | -------------- | -------------- | -------------- | -------------- | -------------- | -------------- | -------------- | -------------- | -------------- | -------------- | -------------- |
| Giochi olimpici invernali |                |                | 7°             |                |                |                |                |                |                |                | 14°            |                |
| Campionati mondiali       |                |                | 8°             |                |                |                |                | 2°             | 10°            | 7°             | 4°             | 13°            |
| Campionati europei        |                |                |                |                |                |                |                | 2°             | 3°             | 5°             | 2°             | 7°             |
| GP Finale                 |                |                | 5°             | 4°             |                | 6°             |                |                |                |                | 5°             |                |
| GP Trophée Eric Bompard   |                |                |                |                |                |                |                |                |                |                | 6°             |                |
| GP Cup of China           |                |                |                |                |                |                |                |                |                |                |                | 7°             |
| GP Cup of Russia          |                | 4°             | 2°             | 1°             | 3°             | 2°             | 4°             |                | 9°             | 4°             |                | 4°             |
| GP NHK Trophy             |                |                |                |                |                |                |                | 6°             |                | 3°             |                |                |
| GP Skate America          |                | 6°             | 3°             | 2°             | 3°             | 3°             | 10°            |                |                |                | 1°             |                |
| GP Skate Canada           |                |                |                |                |                |                |                |                | 9°             |                |                |                |
| GP Sparkassen             |                |                |                | 1°             |                |                |                |                |                |                |                |                |
| Nebelhorn Trophy          |                |                |                |                |                |                |                |                |                |                | 1st            |                |
| Finlandia Trophy          |                |                |                | 1°             | 1°             | 1°             |                |                |                | 4°             |                |                |
| Golden Spin               |                |                |                |                |                |                |                |                |                |                | R              |                |
| Universiadi               |                |                |                | 1°             |                |                |                |                |                |                |                |                |
| Internazionali: Junior    |                |                |                |                |                |                |                |                |                |                |                |                |
| Campionati mondiali       |                | 2°             |                |                |                |                |                |                |                |                |                |                |
| Nazionali                 |                |                |                |                |                |                |                |                |                |                |                |                |
| Campionati russi          | 6°             | 5°             | 3°             | 5°             | 6°             | 4°             | 4°             | 1°             | 1°             | 2°             | 1°             | 3°             |
| R = Ritirata              |                |                |                |                |                |                |                |                |                |                |                |                |